# هانس بلومنفلد
هانس بلومنفلد (انگلیسی: Hans Blumenfeld؛ ۱۸ اکتبر ۱۸۹۲ – ۳۰ ژانویهٔ ۱۹۸۸) معمار و طراح شهری و منطقه‌ای آلمانی - کانادایی بود. در سال ۱۹۸۷ کتابی از او به نام «زندگی در ۶۵ سالگی شروع می‌شود» منتشر شد.